# Реюньйон
Реюньйо́н (фр. La Réunion фр.: [la ʁe.ynjɔ̃] ( прослухати); рею. креол. La Rényon; відомий як Île Bourbon до 1848) — французький острів у групі Маскаренських островів в Індійському океані за 650 км на схід від Мадагаскару й за 180 км на південний захід від Маврикія. Володіння Франції.

## Історія

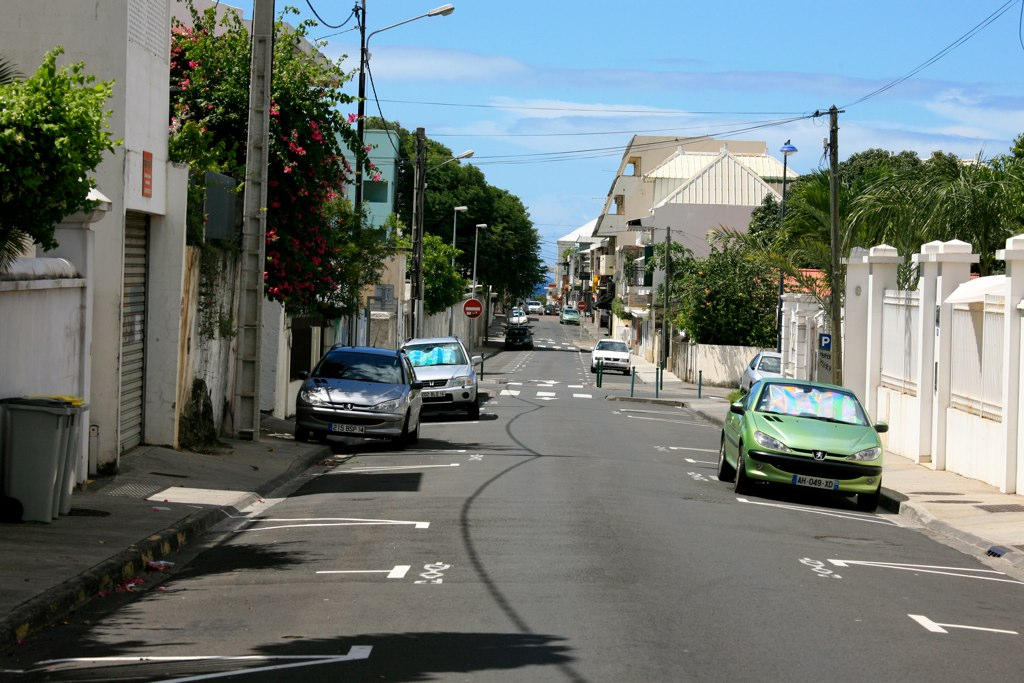
Сен-дені

Найімовірніше, першим, хто випадково відкрив острів Реюньйон, були арабські торговці. У давні часи арабські мореплавці називали цей затишний острів Діна Морґабін (Західний острів). Коли на початку XVI століття португальські моряки (перші європейці, що відвідали острів) відкрили цей не заселений людьми острів у 1513, то назвали його Санта Аполлонія. У 1642 році француз Жак Проні заслав на Санта Аполлонію 12 заколотників із Мадагаскару та оголосив її володінням Франції за ухвалою Людовика XIII.
У 1649 році його перейменували на острів Бурбон, на честь французької королівської династії. Під час Французької революції 1793 року його перейменували на острів Реюньйон, ознаменувавши цим об'єднання паризької національної гвардії з революціонерами Марселя. 1801 року острів перейменували на честь Наполеона Бонапарта — Île Bonaparte. Англійці, які окупували острів 1810 року, вживали стару назву — Бурбон. Повернений Франції за ухвалою Віденського конгресу, острів лишився з цим іменем аж до остаточного повалення Бурбонів 1848 року, відколи він знову почав зватися Реюньйон.
На початку 60-х років XVII століття Франція тут заснувала колонію. На острові почали насаджувати кавові й цукрові плантації, де працювали раби, привезені кораблями зі Східної Африки. Після того як 1848 року скасували рабство, уряд Франції спроваджував сюди найманих працівників, здебільшого з Індії та Південно-Східної Азії. «Різнобарвне» населення сучасного острова походить значною мірою від цих людей. З XIX століття виробництво кави поволі занепало, і звідси стали експортували головно цукрову тростину. Острів став заморським департаментом Франції в 1946 році, заморською областю — в 1972-му.

## Територія
Реюньйон, який сягає 65 кілометрів завдовжки й 50 кілометрів завширшки, є найбільшим з груп Маскаренських островів (до них належить Маврикій, Реюньйон та Родригес). Його площа 2512 км²; столиця Сен-Дені; рельєф: покритий лісами, гора Пітон-де-Неж (3069 м). Тут також знаходиться один із найбільших, надзвичайно активних щитових вулканів — Пітон-де-ла-Фурнез (2632 м). У середині острова розташовані три вкриті зеленню кальдери, які ще називають цирками, утворені внаслідок руйнування величезного давнього вулкана. Тепер у цих місцях живуть люди. У його підпорядкуванні знаходяться п'ять незаселених островів, що заперечується Мадагаскаром.

## Населення, мова, культура
На Реюньйоні живе понад 800 тис. осіб. Це нащадки африканців, індійців, китайців, французів та вихідців із Південно-Східної Азії. Приблизно 90 відсотків мешканців острова католики. Хоча офіційною мовою вважається французька, між собою люди спілкуються реюньйонською креольською мовою.
| Рік  | Населення |      | Рік     | Населення |         | Рік | Населення |
| 1671 | 90        | 1830 | 101 300 | 1961      | 349 282 |     |           |
| 1696 | 269       | 1848 | 110 300 | 1967      | 416 525 |     |           |
| 1704 | 734       | 1849 | 120 900 | 1974      | 476 675 |     |           |
| 1713 | 1 171     | 1860 | 200 000 | 1982      | 515 814 |     |           |
| 1717 | 2 000     | 1870 | 212 000 | 1990      | 597 823 |     |           |
| 1724 | 12 550    | 1887 | 163 881 | 1999      | 706 300 |     |           |
| 1764 | 25 000    | 1897 | 173 192 | 2006      | 781 962 |     |           |
| 1777 | 35 100    | 1926 | 182 637 | 2011      | 828 581 |     |           |
| 1789 | 61 300    | 1946 | 241 708 | 2016      | 850 996 |     |           |
| 1826 | 87 100    | 1954 | 274 370 |           |         |     |           |

### Етнічні групи

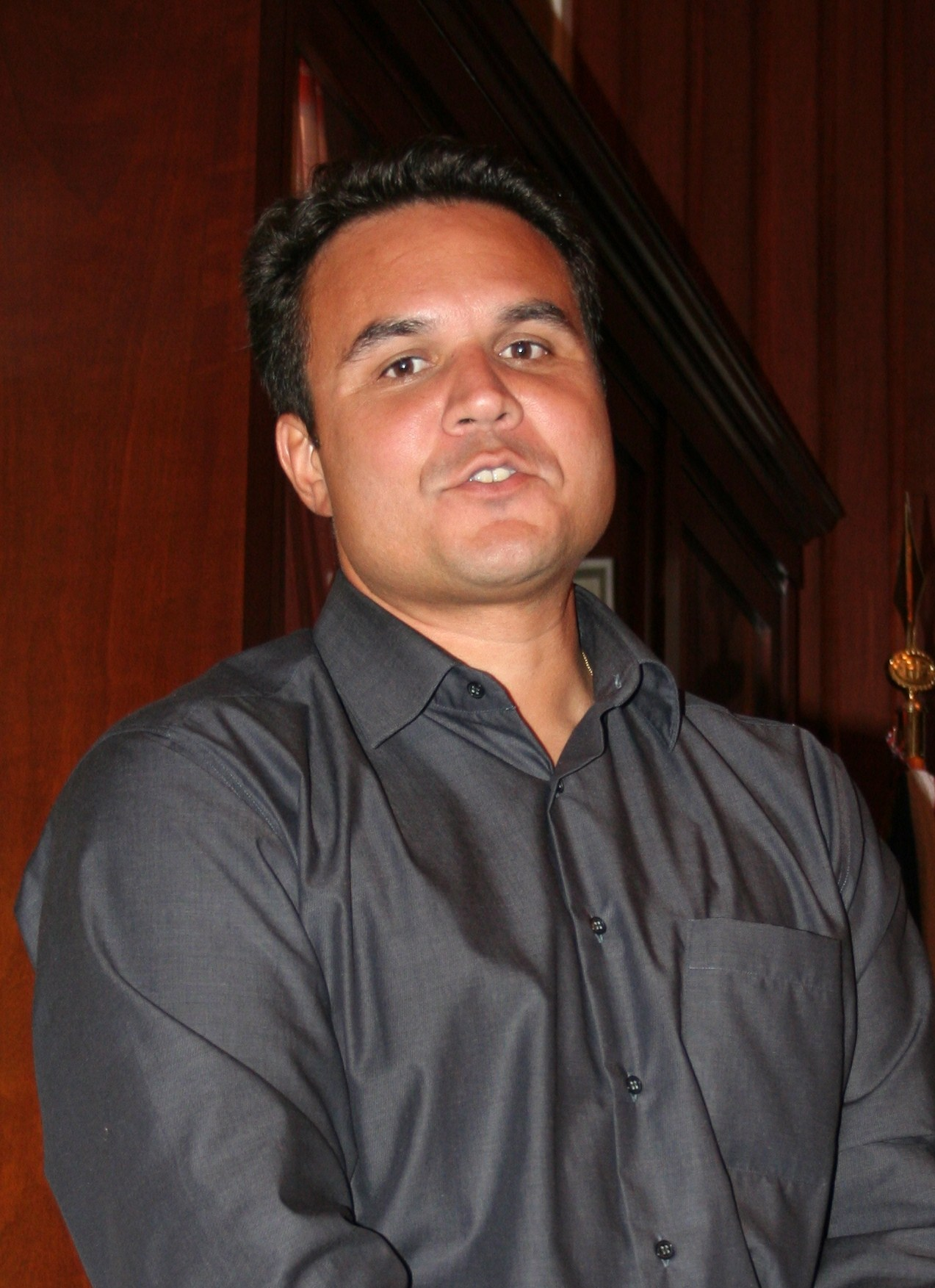
Дідьє Роберт, Президент Регіональної ради Реюньойну

Етнічні групи включають людей європейського, африканського, малагасійського, індійського і китайського походження, а також багатьох нащадків від змішаних шлюбів.
Не відомо точно, скільки людей належить до кожної етнічної групи, тому що існує заборона на етнічні переписи у Франції, під владою якої знаходиться острів. За оцінками, білі складають приблизно чверть населення, індійці теж приблизно чверть, а люди китайського походження приблизно 3 %. Немає точних оцінок скільки людей належить до змішаної раси та людей малагасійського походження. Є також деякі люди в'єтнамського походження, хоча їх дуже мало. Люди тамільського походження і гуджараті становлять більшість індо-реюньйонців; Біхарі та люди іншого походження утворюють ще одну частину населення острова.
Серед місцевих письменників відомий Борис Гамалія (українець за батьком).

## Господарство

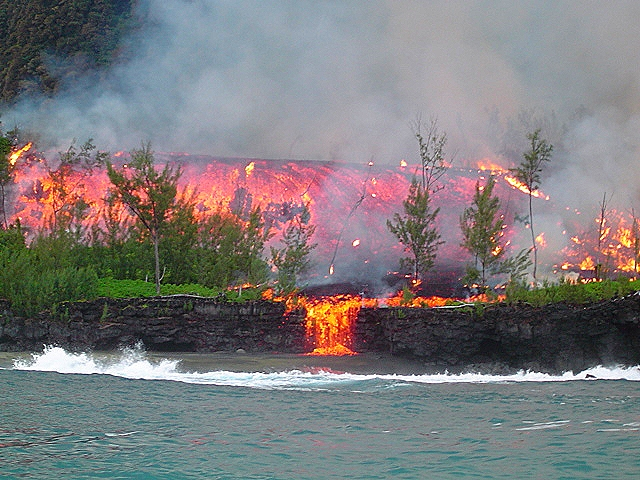
Виверження лави з вулкану Пітон-де-ла-Фурнез 2005 р.

Економіка Реюньйону залежить здебільшого від цукрової тростини й від виготовлення з неї патоки та рому. Виробництво: цукор, кукурудза, ваніль, тютюн, ром. Також важливу роль відіграє туризм. Економіка Реюньйон традиційно заснована на сільському господарстві. Цукрова тростина була основною культурою впродовж століття, а тепер на його частку припадає 85 % експорту. Уряд сприяє розвитку туристичної індустрії для зменшення високого рівня безробіття, який становить понад 40 % робочої сили.
Розрив між багатими й бідними великий і є причиною для постійної соціальної напруги. Спалах сильних заворушень у лютому 1991 року показав серйозність соціально-економічної напруженості. Проте цей розрив зменшився за останні 15 років. У 2007 році ВВП на душу населення Реюньйону було 17 146 євро (23 501 US $). Хоча в порівнянні зі своїми сусідами країнами Африки він досить великий, це всього лише 57 % від 30 140 євро ВВП на душу населення метрополії у 2007 році. [2] Загальний обсяг ВВП острова був 18,8 млрд доларів у 2007 році.

## Продукти
Основні продукти — рис, м'ясо, риба, квасоля та сочевиця. Окрім цукрової тростини, тут вирощують кокосові горіхи, ліджи (китайські), папаю, ананаси, капусту, салат-латук, помідори та ваніль.

## Клімат

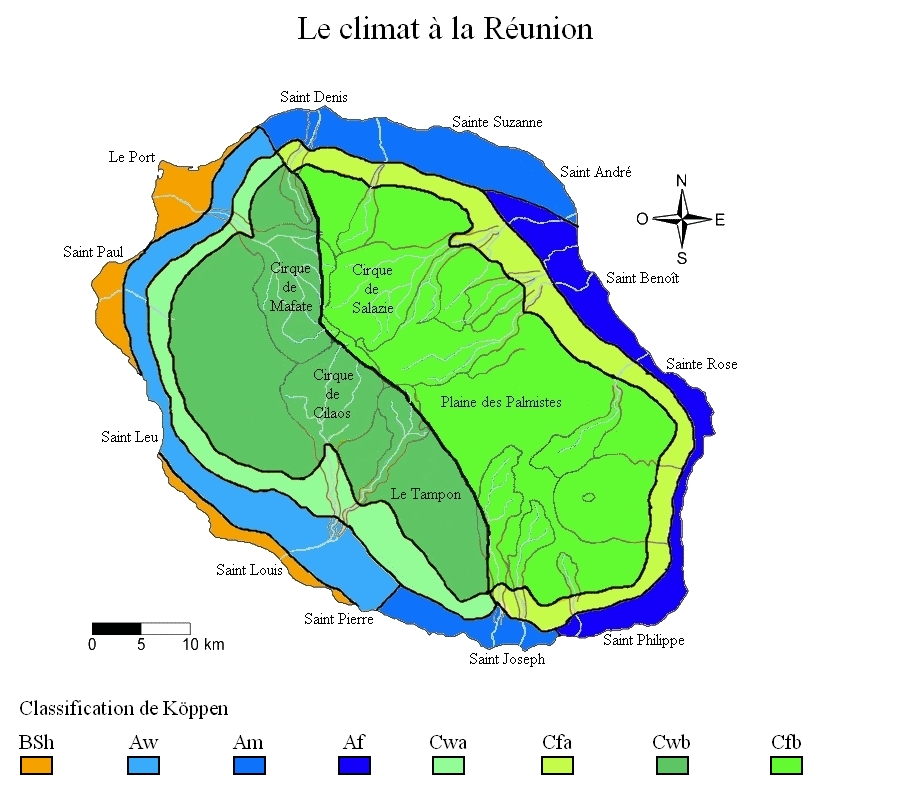
Мапа кліматичних зон острова за класифікацією Кеппена

Реюньйон розташований вище південного тропіка, тому має тропічний та вологий клімат. Кількість опадів і температура можуть різнитися залежно від місцевості. Часто бувають циклони.